# Le Fils de Jean
Le Fils de Jean is een Frans-Canadese film van Philippe Lioret die werd uitgebracht in 2016.
Het scenario is gebaseerd op de roman Si ce livre pouvait me rapprocher de toi (1999) van Jean-Paul Dubois.

## Verhaal
Mathieu Capelier is een drieëndertigjarige gescheiden man die in Parijs woont. Hij heeft een zoontje, Valentin, die hij geregeld komt ophalen bij zijn ex-vrouw Carine, met wie hij een goede verstandhouding heeft. 
Op een dag wordt hij vanuit Montreal opgebeld door een zekere Pierre die hem op de hoogte brengt van het overlijden van zijn vader, een Canadees genaamd Jean Edel. De moeder van Mathieu, die acht jaar geleden is gestorven, heeft hem nooit verteld wie zijn echte vader was. Toen Mathieu veertien jaar was zei ze hem enkel dat de man met wie zij samenleefde zijn stiefvader was en dat hij het resultaat was van een avontuurtje. 
Pierre voegt eraan toe dat Jean een pakje heeft nagelaten voor Mathieu en dat hij twee halfbroers heeft. In een opwelling van nieuwsgierigheid neemt Mathieu het eerste vliegtuig richting Quebec om zijn halfbroers te ontmoeten en om de begrafenis bij te wonen.
In Montreal wordt Mathieu opgepikt door Pierre, een arts die hem vertelt dat zijn vader, ook een arts, bij het vissen is verdwenen op een meer. Pierre wil Mathieu meenemen om samen met Sam en Ben, zijn twee halfbroers, de zoektocht naar het stoffelijk overschot van hun vader voort te zetten, op voorwaarde dat hij zich niet bekend maakt. Gaandeweg komt Mathieu meer te weten over zijn vader.

## Rolverdeling
| Acteur               | Personage                       |
| -------------------- | ------------------------------- |
| Pierre Deladonchamps | Mathieu Capelier                |
| Gabriel Arcand       | Pierre Lesage                   |
| Catherine De Léan    | Bettina, de dochter van Pierre  |
| Marie-Thérèse Fortin | Angie, de vrouw van Pierre      |
| Pierre-Yves Cardinal | Sam, de halfbroer van Mathieu   |
| Patrick Hivon        | Ben, de halfbroer van Mathieu   |
| Romane Portail       | Carine, de ex-vrouw van Mathieu |